# 刘新文 (1953年)
刘新文（1953年5月—），男，甘肃兰州人，中华人民共和国政治人物。西安交通大学经济与金融学院经济学硕士。曾任中共陕西省委副秘书长，中共渭南市委书记、市人大常委会主任，政协陕西省第十一届委员会副主席、党组副书记。

## 生平
刘新文早年曾入中国人民解放军服役，并参加了襄渝铁路的建设。1972年6月加入中国共产党。1973年复员后，被安置到陕西省长武县工作，先后担任公社革委会副主任、公社党委书记。1979年10月至1981年12月，被推荐到中共陕西省委党校进修。学习结束后，被安排到省委政策研究室工作。此后，刘新文在省委机关工作二十年；历任政策研究室干事、副处长、处长，省委农村政策研究室处长、副主任；1993年9月，出任省委副秘书长；2000年11月起，兼任陕西省610办公室主任。
2002年7月，接替马中平，出任中共渭南市委书记；2008年1月，当选政协陕西省第十届委员会副主席；2013年1月，连任第十一届省政协副主席、并担任政协党组副书记。2017年1月，辞去陕西省政协副主席。